# 杜雯媞
杜雯媞（1982年6月5日—），本名杜鹃，女歌手，歌曲多为情歌。因其为网络游戏《魔兽世界》同人动漫《我叫MT》第三季第五集之中演唱一首由她作曲的《雪》而被网友所知晓。
2010年制作并推出其首张个人原创专辑《孤独的乐章》。